# Nothophantes
Nothophantes is een geslacht van spinnen uit de familie hangmatspinnen (Linyphiidae).

## Soorten
De volgende soorten zijn bij het geslacht ingedeeld:
- Nothophantes horridus Merrett & Stevens, 1995